# Lügen haben lange Beine
Lügen haben lange Beine (Originaltitel: The Truth About Cats & Dogs) ist eine US-amerikanische Filmkomödie aus dem Jahr 1996 nach einem Drehbuch von Audrey Wells, das lose auf dem Stück Cyrano de Bergerac von Edmond Rostand basiert. Unter der Regie von Michael Lehmann spielten Uma Thurman und Janeane Garofalo die Hauptrollen.

## Handlung
Tierärztin Abby Barnes ist Moderatorin der Radiosendung Die Wahrheit über Katzen & Hunde, in der Anrufer Ratschläge zum Umgang mit ihren Haustieren erhalten. Sie freundet sich mit ihrer Nachbarin Noelle an, die als Fotomodell arbeitet und im Vergleich mit ihr attraktiver, aber weniger intelligent ist.
Abby wird in ihrer Sendung vom Fotografen Brian angerufen, dem sie ein Problem mit seinem Hund zu lösen hilft. Brian ist sehr beeindruckt und angetan und fragt über das Studiotelefon nach einem Date. Sie sagt zu, aber da sie sich, wegen ihres Äußeren unsicher, mit dem Aussehen von Noelle beschrieben hat, erscheint sie nicht. Als Brian unangemeldet ins Studio kommt, in dem zufällig auch Noelle anwesend ist, um für einen Beruf als TV-Sprecherin zu üben, bittet Abby ihre Nachbarin, sich Brian gegenüber als sie auszugeben. Das folgende Date haben sie zu dritt, Abby stellt sich als Ziegenkäseproduzentin vor. Brian fällt ein Persönlichkeitsunterschied von Abby im Radio gegenüber Noelle in natura auf. Noelle gibt Abbys private Nummer an Brian. Die beiden führen ein siebenstündiges, aufregendes und intimes Telefongespräch, das in Telefonsex übergeht.
Um die Situation aufzulösen, hat Noelle die Idee, Brian zu besuchen, während Abby ihre Sendung hat. Weil sie sich von Brian mit Kuchen, den sie sich selbst untersagt, füttern lässt, genießt sie dies so sehr, dass sie einem Küssen mit ihm nicht widerstehen kann. Als die Sendung anmoderiert wird, bringt sie es nach dem Erlebten nicht fertig, zu gestehen und Brian bietet ihr an, sie schnell zum Studio zu fahren. Den Schwindel bemerkt er weiterhin nicht. 
Bei einem gemeinsamen Besuch bei Brian wollen die beiden vergeblich mehr Aufschluss über dessen Gefühle erhalten. Abby geht zuerst und beobachtet, wie Noelle Brian in den ersten Stock seiner Wohnung folgt. Hinterher spricht ihr Noelle auf Band, dass nichts Größeres passiert ist und dass sie ihre beste Freundin nicht verlieren will.
Abby und Brian treffen sich in der Stadt zufällig und haben einen schönen Nachmittag. Dann trifft Noelle auf Brian und sagt ihm, er solle eine Liste schreiben mit dem, was er an ihr liebt. Als er die Liste fertig hat und zu Abbys Wohnung geht, trifft er dort Abby, statt wie erwartet Noelle. Er liest ihr die Liste vor; Abby hört heraus, dass er sie als Person, nicht wegen des Aussehens mag, was ihr gefällt. Dann fällt Brians Blick auf ein Werbeplakat der Sendung mit dem Foto von Abby und ihm wird alles klar; Noelle kommt dazu, aber Brian geht. 
Brians Ärger verfliegt wenig später und er und Abby finden zusammen. Sie sagt, er hat nur eine Frau geliebt und scherzt weiter, dass sie von jenem Telefonat schwanger geworden sei. Brian fragt, ob sie sicher sei, dass es von ihm ist, worauf sie antwortet, dass sie es nicht genau weiß, weil sie an diesem Abend sehr viel telefoniert hat.

## Kritiken
James Berardinelli hob auf ReelViews besonders die Darstellung von Janeane Garofalo hervor. Seiner Meinung nach würde Garofalo im Film besser wirken als Uma Thurman. Außerdem lobte er die „Chemie“ zwischen Garofalo und Chaplin sowie die Regie von Michael Lehmann. Der Film sei eine „leichte Unterhaltung“, genauso wie Liebhaber der romantischen Komödien dies erwarten würden.
Der Filmdienst (17/1996) lobte die Dialoge, beschrieb die Komödie aber als „routiniert“ und sprach der Inszenierung den „Mut zum Risiko“ ab.
Ernst Corinth bezeichnete die Handlung im Dirk Jasper FilmLexikon als „abgedroschen“ und „banal“. Er lobte aber die „brillante“ Inszenierung sowie die Darstellungen von Garofalo und Thurman. Thurman würde die wenig intelligenten Models „wundervoll“ parodieren und Garofalo viel „Selbstironie“ zeigen. Der Film habe es vermeiden können, „peinlich“ oder „platt“ zu sein.

## Auszeichnungen
Die Deutsche Film- und Medienbewertung FBW in Wiesbaden verlieh dem Film das Prädikat wertvoll.
Janeane Garofalo war für ihre Rolle für einen MTV Movie Award nominiert.

## Nachweise
1. ↑  Kritik von James Berardinelli
2. ↑  Lügen haben lange Beine (Memento vom 30. April 2017 im Internet Archive) im Dirk Jasper FilmLexikon
3. ↑  Filmkritik von Ernst Corinth (Memento vom 16. Februar 2010 im Internet Archive) im Dirk Jasper FilmLexikon